# Centro de Estudios de Historia del Antiguo Oriente

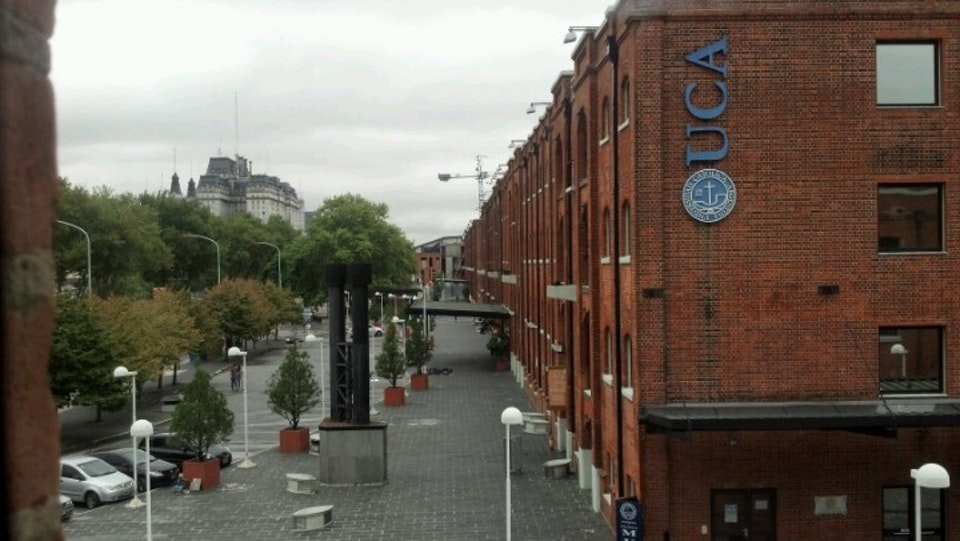
Das CEHAO befindet sich im San-Alberto-Magno-Gebäude, Campus Puerto Madero der Päpstlichen Katholischen Universität von Argentinien

Das Centro de Estudios de Historia del Antiguo Oriente (CEHAO) (Spanisch für Zentrum für die Erforschung der Geschichte des Alten Orients) der Päpstlichen Katholischen Universität von Argentinien ist eine Forschungseinrichtung für die Geschichte und Archäologie des Alten Orients in Buenos Aires.
Das CEHAO publiziert die Zeitschrift Antiguo Oriente, Damqatum, den Newsletter des CEHAO, sowie gemeinsam mit der Society of Biblical Literature die Internet-Monographien-Reihe Ancient Near East Monographs (ANEM).